# Афанасьевский Постик
Афанасьевский Постик — хутор в Туапсинском районе Краснодарского края.
Входит в состав Шаумянского сельского поселения. 

## География
Расположен на левом берегу реки Псекупс, в устье реки Большая Собачка, в 26 км от села Шаумян и в 68 км от города Туапсе.

## История
Хутор Афанасьевский Постик своё имя получил от фамилии урядника Афанасьева, начальника сторожевого поста. На хуторе возле поста останавливались на ночевку паломники, идущие через Екатеринодар долиной реки Псекупс на богомолье в Новоафонский монастырь.
С 23 января 1923 года хутор Афанасьевский Постик был в составе Горячеключевской волости Краснодарского отдела Кубано-Черноморской области.
С 19 июля 1924 года хутор Афанасьевский Постик в составе Горячеключевского района Краснодарского округа Кубано-Черноморской области.
С 10 марта 1925 года хутор Афанасьевский Постик в составе Садовского сельского Совета Армянского национального района Северо-Кавказского края.
С 22 августа 1953 года хутор Афанасьевский Постик в составе Туапсинского района.
С 26 декабря 1962 года по 12 января 1965 года хутор Афанасьевский Постик в составе Туапсинского сельского района.
В хуторе родился Герой Советского Союза Амаяк Сноплян. 

## Население
| 1989 | 1999 | 2002 | 2010 |
| ---- | ---- | ---- | ---- |
| 84   | ↘67  | ↘53  | ↘50  |